# Star (Disney+)
Star (stilizat ST★R) este un centru de conținut de pe serviciul de streaming Disney+ care s-a lansat pe 23 februarie 2021. Centrul este disponibil într-un set de țări unde Disney+ operează, inclusiv Regatul Unit, Canada, Europa de Vest, Australia, Noua Zeelandă și Singapore. În America Latină, a fost lansat un serviciu separat, Star+, pe 31 august 2021.
Star conține seriale și filme pentru audiențe mai mature, în contrast cu selecția de conținut pentru familie pe care o are Disney+ în alte părți. Conținutul este luat în mare se la subsidiarele Disney, inclusiv FX, Freeform, Hulu, ABC Signature, 20th Television, 20th Century Studios, Searchlight Pictures, Touchstone Pictures și Hollywood Pictures.

## Istoric
Brandul Star își are originea de la o televiziune prin satelit din Hong Kong, care a operat sub acest nume începând din 1991, cumpărat fiind mai apoi de News Corporation în 1993. În 2009 brandul a fost permis doar pentru Star China Media, companie deținută separat, și Star India, care operează în principal în India, dar care dustribuie conținut Indian la nivel global și restul canalelor TV rămase din Asia-Pacific care au fost redenumite redenumit Star în unitățile regionale ale Fox International Channels. Star India (și restul canalelor Fox din Asia-Pacific) au fost achiziționate de The Walt Disney Company ca parte a achiziției a 21st Century Fox din 2019.
În timpul unei conferințe de încasări pe 5 august 2019, CEO-ul Disney, Bob Chapek, a anunțat că plănuiește să lanseze un serviciu de entertainment general sub numele de "Star" în 2021. Planul a suspendat planul anterior de a lansa Hulu la nivel internațional, care, în afară de SUA, mai era disponibil doar în Japonia. Chapek a spus că Hulu nu e așa cunoscut în afara Statelor Unite, în timp ce Star era.
Pe 10 decembrie 2020, la Ziua Acționarilor, Disney a anunțat oficial Star și Star+. În timpul evenimentului, a fost anunțat că Star avea să devină o secțiune de conținut în interfața Disney+. În mod adițional, controale parentale aveau să se lanseze concomitent cu Star. Deși Star e oferit tuturor abonaților fără a plăti în plus, lansarea Star coincide cu o creștere a prețului Disney+. Star urma a fi lansat în Canada, Australia, Europa de Vest, Noua Zeelandă și Singapore pe 23 februarie 2021, care mai apoi  urma a se extinde în Japonia, Hong Kong, Taiwan, Coreea de Sud mai târziu în 2021. Star+ urma să se lanseze în America Latină pe 31 august 2021. Star se va mai lansa în Europa Centrală și de Est, părți din Orientul Mijlociu și Africa de Sud în vara lui 2022.
Drept o consecință, canalele TV europene Star  Plus, Star Bharat și Star Gold au fost redenumite în Utsav Plus, Utsav Bharat și Utsav Gold pe 22 ianuarie 2021 pentru a evita confuzii.

## Conținut
Star conține o multitudine de conținut produs sau deținut de Disney și subsidiarele sale, inclusiv ABC Signature, 20th Television, FXP, și diviziile și predecesorii săi, plus filme din bibliotecile 20th Century Fox, Searchlight Pictures, Touchstone Pictures și Hollywood Pictures. Mare parte din conținutul TV a fost produs de subsidiarele deținute de Disney precum ABC, Hulu, FX și Freeform. Alte programe au fost date original de companii terțe, dar au fost publicate pe Star fiindcă Disney a păstrat drepturile de distribuție.
Star nu are conținut de la părți terțe, în afară de Europa, din cauza cotele de conținut domestic. În particular, Star nu va avea mare parte din conținut produs de alte companii pentru Disney, deoarece acestea își vând drepturile de distribuție pentru serialele lor. Însă, în Franța, din cauza regulamentelor care cer o cotă de conținut domestic, serviciul a licențiat conținut de la producători francezi (precum Gaumont Film Company).

## Lansare
| Date Lansare      | Țară / Teritoriu                            |
| ----------------- | ------------------------------------------- |
| 23 februarie 2021 | Australia                                   |
| 23 februarie 2021 | Austria                                     |
| 23 februarie 2021 | Belgia                                      |
| 23 februarie 2021 | Canada                                      |
| 23 februarie 2021 | Danemarca                                   |
| 23 februarie 2021 | Finlanda                                    |
| 23 februarie 2021 | Franța                                      |
| 23 februarie 2021 | Germania                                    |
| 23 februarie 2021 | Islanda                                     |
| 23 februarie 2021 | Irlanda                                     |
| 23 februarie 2021 | Italia                                      |
| 23 februarie 2021 | Luxembourg                                  |
| 23 februarie 2021 | Țările de Jos                               |
| 23 februarie 2021 | Noua Zeelandă                               |
| 23 februarie 2021 | Norvegia                                    |
| 23 februarie 2021 | Portugalia                                  |
| 23 februarie 2021 | Singapore                                   |
| 23 februarie 2021 | Spania                                      |
| 23 februarie 2021 | Suedia                                      |
| 23 februarie 2021 | Elveția                                     |
| 23 februarie 2021 | Regatul Unit                                |
| 27 octombrie 2021 | Japonia                                     |
| 12 noiembrie 2021 | Coreea de Sud                               |
| 12 noiembrie 2021 | Taiwan                                      |
| 16 noiembrie 2021 | Hong Kong                                   |
| 18 mai 2022       | Africa de Sud                               |
| 8 iunie 2022      | Algeria                                     |
| 8 iunie 2022      | Bahrain                                     |
| 8 iunie 2022      | Egipt                                       |
| 8 iunie 2022      | Irak                                        |
| 8 iunie 2022      | Iordania                                    |
| 8 iunie 2022      | Kuwait                                      |
| 8 iunie 2022      | Liban                                       |
| 8 iunie 2022      | Libia                                       |
| 8 iunie 2022      | Maroc                                       |
| 8 iunie 2022      | Oman                                        |
| 8 iunie 2022      | Palestina                                   |
| 8 iunie 2022      | Qatar                                       |
| 8 iunie 2022      | Arabia Saudită                              |
| 8 iunie 2022      | Tunisia                                     |
| 8 iunie 2022      | Emiratele Arabe Unite                       |
| 8 iunie 2022      | Yemen                                       |
| 14 iunie 2022     | Insulele Åland                              |
| 14 iunie 2022     | Albania                                     |
| 14 iunie 2022     | Andorra                                     |
| 14 iunie 2022     | Bosnia și Herțegovina                       |
| 14 iunie 2022     | Bulgaria                                    |
| 14 iunie 2022     | Teritoriul Britanic din Oceanul Indian      |
| 14 iunie 2022     | Croația                                     |
| 14 iunie 2022     | Cehia                                       |
| 14 iunie 2022     | Estonia                                     |
| 14 iunie 2022     | Insulele Feroe                              |
| 14 iunie 2022     | Polinezia franceză                          |
| 14 iunie 2022     | Teritoriile australe și antarctice franceze |
| 14 iunie 2022     | Gibraltar                                   |
| 14 iunie 2022     | Grecia                                      |
| 14 iunie 2022     | Ungaria                                     |
| 14 iunie 2022     | Kosovo                                      |
| 14 iunie 2022     | Letonia                                     |
| 14 iunie 2022     | Liechtenstein                               |
| 14 iunie 2022     | Lituania                                    |
| 14 iunie 2022     | Malta                                       |
| 14 iunie 2022     | Muntenegru                                  |
| 14 iunie 2022     | Macedonia de Nord                           |
| 14 iunie 2022     | Insulele Pitcairn                           |
| 14 iunie 2022     | Polonia                                     |
| 14 iunie 2022     | România                                     |
| 14 iunie 2022     | Saint Pierre și Miquelon                    |
| 14 iunie 2022     | Sfânta Elena                                |
| 14 iunie 2022     | San Marino                                  |
| 14 iunie 2022     | Serbia                                      |
| 14 iunie 2022     | Sint Maarten                                |
| 14 iunie 2022     | Slovacia                                    |
| 14 iunie 2022     | Slovenia                                    |
| 14 iunie 2022     | Svalbard și Jan Mayen                       |
| 14 iunie 2022     | Turcia                                      |
| 14 iunie 2022     | Vatican                                     |
| 16 iunie 2022     | Israel                                      |